# Elaeocarpus micranthus
Elaeocarpus micranthus là một loài thực vật có hoa trong họ Côm. Loài này được Teijsm. & Binn. mô tả khoa học đầu tiên năm 1866.